# Линия 5 (Шанхайский метрополитен)
Линия 5 — пятая линия Шанхайского метрополитена. Открыта 25 ноября 2003 года. Изначально планировалась как участок линии 1. По хронологии открытия — четвёртая по счёту линия метрополитена. На схемах обозначается фиолетовым цветом.

## История
Линия 5 была построена под руководством района Миньхан, является единственной линией в системе метро Шанхая, которая изначально не являлась частью данной системы.
В 1998 году власти района Миньхан подписали контракт с Shanghai Jiushi Group на строительство линии. В 2000 году Shanghai Jiushi Group подписала контракт с Alstom на закупку поездов.
В 2002 году Shanghai Modern Rail Transit Incorporated, дочерняя компания бывшей Shanghai Bashi Group, получила управление линией. Первый участок от станции «Синьчжуан» до «Зона развития Миньхан» открылся 25 ноября 2003 года.
До интеграции с сетью Шанхайского метрополитена на линии использовалась собственная система продажи билетов. В 2005 году линия была интегрирована с системой Шанхайского метрополитена, что сделало станцию «Синьчжуан» пересадочной с линией 1. В то же время управление и эксплуатация линией перешла к Shanghai No. 1 Metro Operation Co. Ltd.

### Реконструкция и расширение
Строительство второго участка линии, который продлил линию на юг в район Фынсянь, началось 30 июля 2014 года. 
1 апреля 2015 года было подготовлено технико-экономическое обоснование расширения платформ, модернизации сигналов для поддержки более высокой пропускной способности. Были одобрены поезда с шестью вагонами, также начался ремонт хвостовых путей. В ввиду ремонтных работ, с 20 августа по 20 октября 2018 года движение по участку от станции «Зона развития Миньхан» до «Улица Цзиньпин» было прекращено.
30 декабря 2018 года открылся второй участок линии от станции «Улица Дунчуань» до станции «Фынсянь Синьчэн», став первой линией метрополитена в районе Фынсянь. Участок пересекает реку Хуанпу. Его общая длина составляет 19,505 км, из них 7,74 км проходит под землёй, а остальная часть — надземно. 